# Daemonorops pedicellaris
Daemonorops pedicellaris är en enhjärtbladig växtart som beskrevs av Odoardo Beccari. Daemonorops pedicellaris ingår i släktet Daemonorops och familjen Arecaceae. Inga underarter finns listade i Catalogue of Life.